# Jean-Antoine-Théodore Giroust
 (mai 2015).
Jean-Antoine-Théodore Giroust, dit Antoine Giroust, né à Bussy-Saint-Georges (Seine-et-Marne) le 10 novembre 1753 et mort à Mitry-Mory (Seine-et-Marne) le 9 juillet 1817, est un peintre français.

## Biographie

### Jeunesse et premières influences
Peintre d’histoire et portraitiste, Antoine Giroust est admis à l’Académie royale de peinture et de sculpture en 1770, sous le parrainage du peintre Joseph-Marie Vien, dont il intègre l’atelier, où il reste jusqu’en 1775, date à laquelle Vien, nommé directeur de l’Académie de France, part pour Rome. Celui-ci lui montre la voie d’un style « à la grecque », et s'inscrit dans le mouvement néoclassique. Antoine Giroust reçoit alors les préceptes d’un classicisme réformé, associant dessin et étude d’après modèle vivant, soucieux d'un rendu méticuleux et sincère des expressions.
On peut relever une influence des valeurs esthétiques transmises par Le Guerchin et la peinture religieuse bolonaise du XVIIe siècle, particulièrement sensible dans les travaux des années 1740. Giroust s’adonne même à la copie de plusieurs chefs-d’œuvre du peintre italien, notamment de L’Incrédulité de Saint Thomas et, plus tard, d’une partie de son Ensevelissement et Assomption de Sainte Pétronille (1782, Paris, église Saint-Gervais-Saint-Protais). Dans cet atelier, il rencontre Jacques-Louis David ainsi que le Polonais Silvestre David Mirys, amitié qui lui ouvre l’accès à la galerie royale de peinture et étend le cercle de ses potentiels commanditaires.
Antoine Giroust reste ensuite trois ans sous la direction de Nicolas-Bernard Lépicié, spécialiste de la peinture de genre entendue selon Jean Siméon Chardin et Jean-Baptiste Greuze, à savoir intimiste et sentimentale, centrée sur l’humain. À cette époque, le dessin tient une place fondamentale, comme le prouvent les cours d’anatomie dispensés à l’École. Son académie Homme debout appuyé sur le bras gauche plié lui vaut la médaille et la troisième place en janvier 1775 au prix de quartier trimestriel. Les deux années suivantes, Antoine Giroust est admis au grand prix.
Ses premières peintures de grand style incluent La Maladie d’Antiochus (1774, musée des beaux-arts de Caen), qui rappelle La Mort de Germanicus de Nicolas Poussin (Minneapolis Institute of Arts), mais tient surtout indirectement de son condisciple David. Aman confondu par Esther devant Assuérus (1775, France, collection particulière[réf. nécessaire]) affiche déjà des expressions et gestes éloquents qu’accentue une lumière ciblée. Dans L’Indignation de David (1778, Paris, École nationale supérieure des beaux-arts), qui lui vaut le prestigieux prix de Rome, il parvient à une variété des attitudes et états d’âme servie par la vive et délicate gamme des couleurs rendues presque transparentes.

### Le séjour romain
À Rome où il est pensionnaire de l’Académie de 1778 à 1780, il se nourrit de l’interpénétration de l’antique et du moderne, éclectisme dû à l’hétérogénéité cosmopolite d’alors. Influencé aussi par les gravures de monuments romains de la main du Piranèse, il copie notamment en grisaille des Noces Aldobrandines simulant un bas-relief grâce à son effet sculptural.
L’Historien juif Flavius Josèphe délivré de ses fers (musée des beaux-arts de Caen), peint vers 1783, diffuse un discours moralisateur par le biais d’un épisode de l’histoire romaine. La force chromatique de la composition est assurée par les contrastes de couleurs vibrantes, animant costumes et armures encadrés par des éléments d’architecture antique, autant d’indices de l’empreinte romaine sur le peintre et de sa palette devenue naturaliste.

### Entrée officielle à l'Académie
Antoine Giroust répond à d’importantes commandes aux sujets religieux, dont le résultat paraît au Salon, et qu’il nourrit de rationalisme et de spiritualité modernes. Un an après être agréé en 1786, il présente ainsi Saint François d’Assise, Christ en Croix. En 1789, Sainte Thérèse destinée à la cathédrale de Boulogne-sur-mer est l’œuvre qu’il tient en ce temps pour sa meilleure création (œuvres aujourd’hui non localisées). Exécutant de nombreuses reproductions en petit format d’œuvres figurant des saints, il diffuse la réforme conjointe des mœurs et des arts sous l’égide de David, à l’aide d’exempla virtutis à trouver dans le passé et la philosophie antique, ce qui amorce donc un renouvellement idéologique, nuancé pourtant par le peintre d’un sentimentalisme délicat et animé.

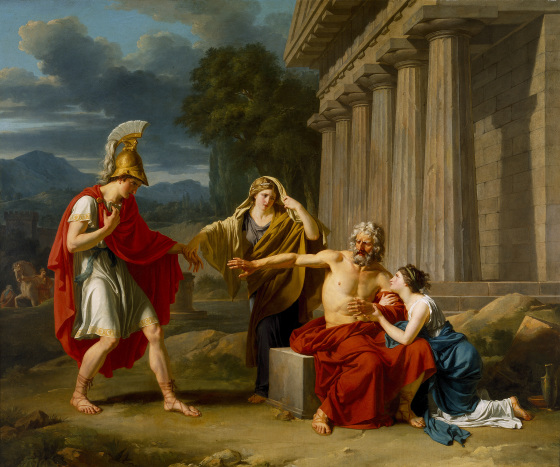
Œdipe à Colone (1788), huile sur toile,, Dallas Museum of Art.

À ce titre ne fait pas exception l’Œdipe à Colone (1788, Dallas Museum of Art), présenté au Salon de l’année suivante avec Sainte Thérèse. Le tableau dépend entièrement du Bélisaire de David, prenant aussi pour un sujet un aveugle. Ce que l’on peut désigner comme son chef-d’œuvre et son morceau de réception se voit plébiscité par la critique, contrairement au tableau de David, et lui ouvre les portes de l’Académie en tant que membre. Sous les yeux du spectateur, Œdipe maudit son fils Polynice repentant, responsable du conflit fratricide qu’il entretient avec Étéocle et de l’exil de son propre père hors de Thèbes. Ismène et Antigone assistent impuissantes et suppliantes à l’échange, essayant en vain de réconcilier le père avec le fils. La structure claire, concise et géométrique, le décor classique relayé par le déroulement linéaire, parallèle au plan pictural, des figures harmonieusement disposées et se répondant l’une l’autre, le fort contenu moral véhiculé par le modèle héroïque, font de l’œuvre une incarnation formelle, thématique et éthique du néoclassicisme. De surcroît, l’architecture archéologique dorique, donc sévère, du temple des Euménides, abrite une scène pleine de tension tirée de la tragédie grecque, rendue avec une profondeur de perspective qu’avive l’oblique créé par les personnages, dont la position ponctue chaque plan successif. L’amplitude des gestes et l’intensité des expressions dynamisent également la composition, ponctuée d’une variété des attitudes, ajoutant à la dimension dramatique de la scène. Enfin, son goût pour le théâtre, qu’à l’occasion il pratique en amateur, se perçoit dans la maîtrise du jeu de la lumière alternant avec l’ombre comme la profonde pureté chromatique des vêtements.

### Un peintre orléaniste

#### Des tableaux à l'empreinte idéologique prégnante
Antoine Giroust est un proche du cercle orléaniste de Félicité de Genlis. Il se prononce en faveur du principe de liberté mais reste nostalgique des principes religieux et des privilèges. En 1789, il adhère au Comité des académiciens dissidents dirigé par David, avant de se rallier finalement à l’Académie centrale de Jacques-Augustin-Catherine Pajou comme Vien. Il soutient alors Louis-Philippe, duc de Chartres, dont il brosse le portrait en 1790 (non localisé), du fait notamment d’un intérêt accru pour l’histoire récente ou actuelle. En 1791, il est même nommé peintre officiel de la cour des Orléans, apte dès lors à diffuser des messages moraux et politiques dans ses compositions.
Fidèle à ses amitiés, il propose au Salon cette année-là Sainte Félicité exhortant son dernier fils au martyre (non localisé) et La Leçon de Harpe (1791, Dallas Museum of Art), double hommage à Madame de Genlis. Le premier était destiné à décorer la chapelle du château de Saint-Leu appartenant à la famille d’Orléans. Il s’agit d’une réinterprétation du Second Livre des Macchabées pour témoigner de la persécution orchestrée contre les orléanistes en comparant ceux-ci à des martyrs fidèles à leurs croyances.

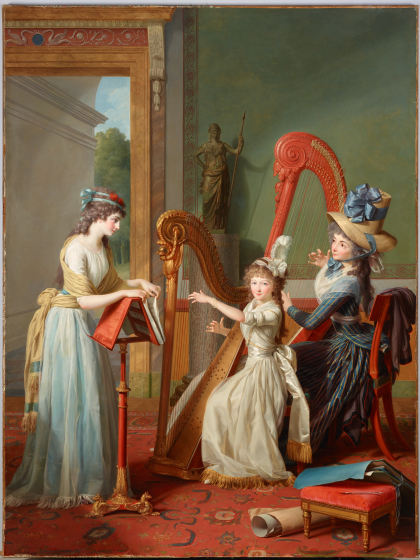
La Leçon de Harpe (1791) Dallas Museum of Art, huile sur toile

La deuxième scène se déroule dans le château de Saint-Leu : c’est un grand et élégant tableau de conversation « à l’anglaise », à mi-chemin entre le portrait et la séance d’enseignement musical dispensé par Madame de Genlis à la fille du duc d’Orléans. Ici, la culture est dépeinte comme degré premier de la vertu, perfectionnement individuel, dans une perspective encyclopédique. En outre, la statuette en bronze de Minerve, au bonnet phrygien et brandissant une pique, renvoie au culte récent de la Révolution avant le refuge en Angleterre, tandis que la représentation détaillée des objets et du cadre, des habits, reflet d’une classe et identification de personnes précisément déterminées, constituent un document sur la mode et le goût de l’époque. Les moulures néoclassiques et le mobilier raffiné le confirment, ainsi que la complexité de la toilette et des accessoires ou bibelots. En montrant tel temple de raison et de vertu civique, rehaussées par la sympathique figure juvénile de l’élève, il s’agit d’asseoir et promouvoir la légitimité de l’accès au trône de la famille d’Orléans par le recours à tous les médias, en l’occurrence la peinture.

#### L'engagement politique et militaire tardif
En août 1792, Antoine Giroust s’engage militairement au côté des orléanistes puis, son camp défait, se retire en Lorraine. Il expose pourtant au Salon en 1791 et 1793, puis présente en 1802 Sainte Godelieve (non localisé) et Éponine et Sabinus (localisation présumée dans une collection particulière californienne[réf. nécessaire]), marqué par Les Sabines de David, en montrant entre autres des oppositions picturales entre masculinité fixe et féminité souple, comme chez David dans ses scènes à l’intense contenu dramatique. On observe à cette époque un réveil religieux au sein de la société, d’où l’empreinte d’une certaine ferveur dans les œuvres néoclassiques, à travers charité chrétienne et lisibilité de l’exemplum virtutis.
De 1800 à 1805, il est maire de Serres en Meurthe-et-Moselle, puis de Mitry (1815). Entre-temps, les revers militaires politiques qu’il essuie entraînent la défection de tous ses mécènes, ce qui, ajouté à sa nomination au titre de membre non résident puis de simple correspondant de l’Académie, achève de le désespérer et l’amène à se suicider en 1817.
Quelques portraits ont survécu jusqu’à nous, dont ceux de Jeanne Françoise Taveau et Geneviève Suzanne Giroust, respectivement sa mère et sa sœur, aujourd’hui en collection particulière française[réf. nécessaire], et celui de Madame de Genlis (vers 1785) conservé à Chantilly au musée Condé.